# Cal Petersen
Calvin Louis „Cal“ Petersen (* 19. Oktober 1994 in Waterloo, Iowa) ist ein US-amerikanischer Eishockeytorwart, der seit Juni 2023 bei den Philadelphia Flyers in der National Hockey League unter Vertrag steht und parallel für deren Farmteam, die Lehigh Valley Phantoms, in der American Hockey League zum Einsatz kommt. Zuvor verbrachte er sechs Jahre in der Organisation der Los Angeles Kings.

## Karriere

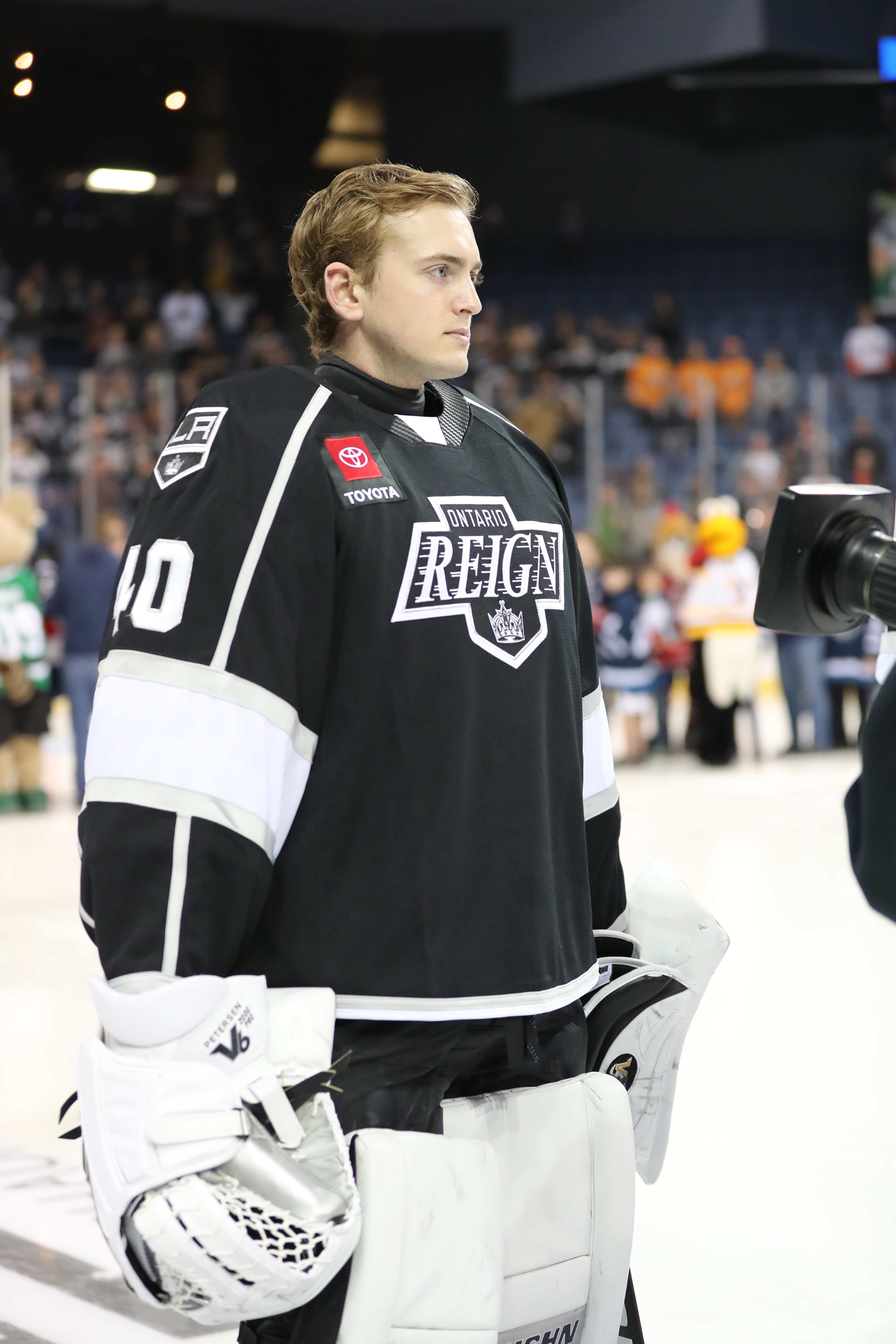
Petersen im Trikot der Ontario Reign (2020)

Cal Petersen wuchs in Waterloo auf und spielte in seiner Jugend unter anderem für zwei Jahre bei den Chicago Young Americans im knapp 400 Kilometer entfernten Chicago. Ab der Saison 2012/13 kehrte er fest in seine Heimatstadt zurück, wo er sich den Waterloo Black Hawks aus der United States Hockey League (USHL) anschloss, der ranghöchsten Juniorenliga des Landes. In seiner ersten kompletten Spielzeit verzeichnete der Torhüter eine Fangquote von 90,6 % sowie einen Gegentorschnitt von 2,97, sodass man ihn ins USHL All-Rookie Team berief. Anschließend wurde er im NHL Entry Draft 2013 an 129. Position von den Buffalo Sabres ausgewählt. Nach einem weiteren Jahr in Waterloo, in dem man ihn ins USHL Second All-Star Team wählte, wechselte der US-Amerikaner ans College und lief fortan für die Fighting Irish der University of Notre Dame in der Hockey East auf, einer Liga im Spielbetrieb der National Collegiate Athletic Association (NCAA).
Nach vier Shutouts aus 33 Spielen in seiner ersten Saison wurde er auch ins All-Rookie Team der Hockey East gewählt. Anschließend steigerte er seine persönliche Statistik noch einmal deutlich, so verzeichnete er in den Spielzeiten 2015/16 und 2016/17 jeweils einen Gegentorschnitt von etwa 2,20 sowie eine Fangquote von über 92,5 %. Demzufolge wurde er 2017 ins Hockey East First All-Star Team berufen, während die Buffalo Sabres ihn jedoch nicht mit einem Vertrag ausstatteten, sodass er sich im Juli 2017 als Free Agent den Los Angeles Kings anschließen und dort einen Einstiegsvertrag unterschreiben konnte. Die Kings setzten den Torhüter vorerst erwartungsgemäß bei ihrem Farmteam, den Ontario Reign, in der American Hockey League (AHL) ein, wo er sich die Einsatzzeit vor allem mit Jack Campbell teilte und mit seinen Leistungen soweit überzeugte, dass er zum AHL All-Star Classic eingeladen wurde.
Nachdem Campbell zu Beginn der Saison 2018/19 mit einer Knieverletzung ausfiel, ersetzte Petersen ihn als zweiten Torwart hinter Jonathan Quick im Aufgebot der Kings, sodass er im November 2018 sein Debüt in der National Hockey League (NHL) gab und dort seither regelmäßig zu Einsatzzeit kommt. In der Spielzeit 2020/21 stand er erstmals ausschließlich in der NHL auf dem Eis und bestritt dabei prompt mehr Partien (35) als Jonathan Quick (22). Anschließend unterzeichnete er im September 2021 einen neuen Dreijahresvertrag in Los Angeles, der ihm mit Beginn der Saison 2022/23 ein durchschnittliches Jahresgehalt von fünf Millionen US-Dollar einbringen soll. In eben dieser Saison ließen seine Leistungen deutlich nach, sodass er erst seinen Stammplatz verlor und anschließend Teile der Saison wieder bei den Ontario Reign in der AHL verbrachte. Nach dieser Spielzeit wurde er im Juni 2023 in einem größeren Tauschgeschäft, das letztlich Iwan Proworow zu den Columbus Blue Jackets brachte, zu den Philadelphia Flyers transferiert.

### International

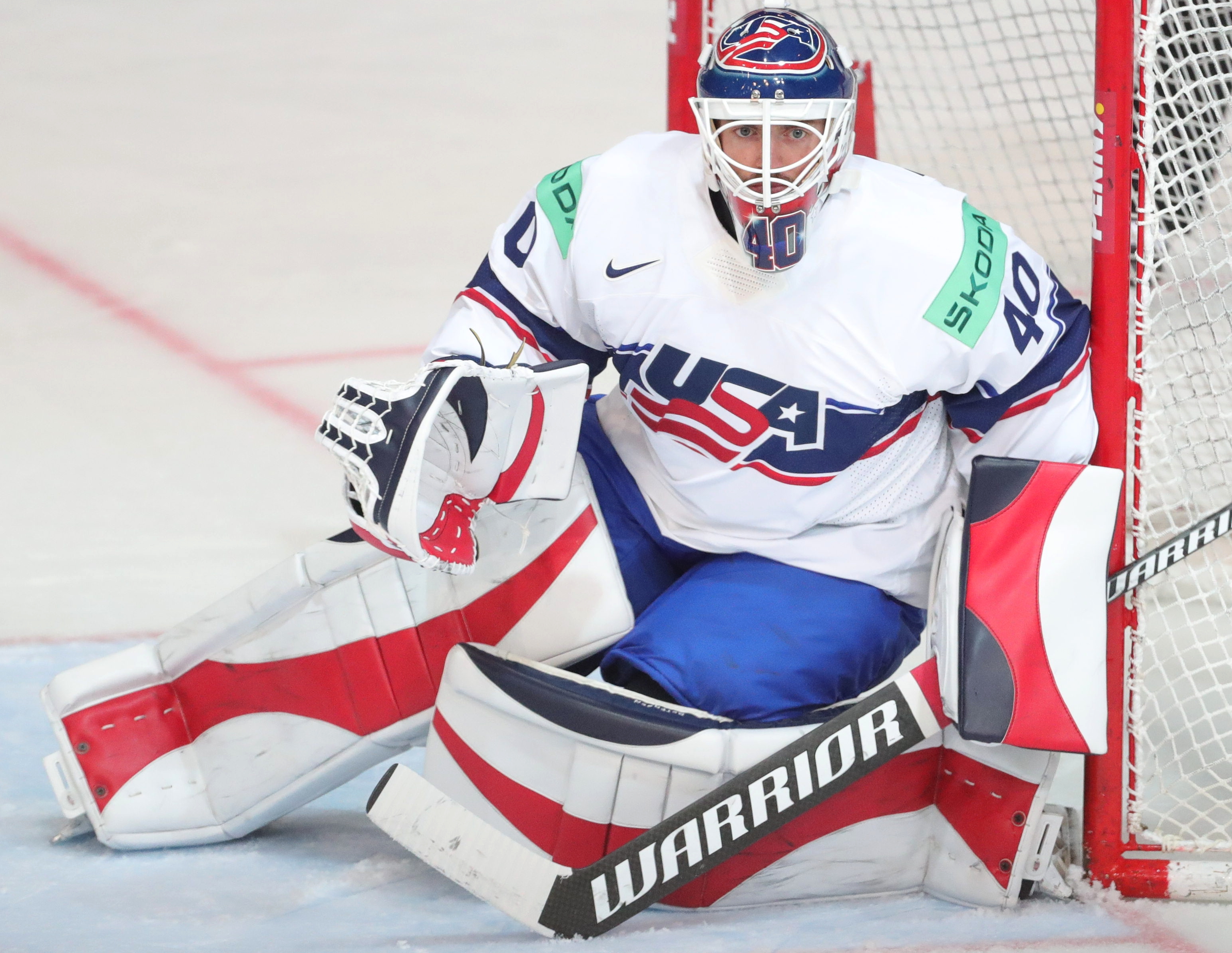
Petersen als Torwart der US-amerikanischen Nationalmannschaft (2023)

Erste internationale Erfahrungen sammelte Petersen im Rahmen des Ivan Hlinka Memorial Tournament 2011, bei dem er nur das erste Drittel der Vorrunden-Partie gegen die Slowakei absolvierte, dabei drei Gegentore hinnehmen musste und anschließend durch Stammtorhüter Jon Gillies ersetzt wurde. Deutlich besser lief die World Junior A Challenge 2013 für Petersen, bei der er die U19-Junioren seines Heimatlandes mit drei Siegen in drei Spielen zur Goldmedaille führte. Darüber hinaus gehörte er zum Aufgebot der A-Nationalmannschaft für die Weltmeisterschaft 2017, bei der er jedoch hinter den etablierten NHL-Goalies Jimmy Howard und Connor Hellebuyck ohne Einsatz blieb. Dem gegenüber hütete er bei der Weltmeisterschaft 2021 regelhaft das Tor seines Heimatlandes und gewann dabei mit dem Team die Bronzemedaille. Zudem führte er alle Torhüter des Turniers in Fangquote (95,3 %)	und Gegentorschnitt (1,29) an, sodass er als bester Torwart der WM ausgezeichnet wurde.

## Erfolge und Auszeichnungen
| - 2013 USHL All-Rookie Team - 2014 USHL Second All-Star Team - 2015 Hockey East All-Rookie Team | - 2017 Hockey East First All-Star Team - 2018 Teilnahme am AHL All-Star Classic - 2020 Teilnahme am AHL All-Star Classic |

### International
- 2013 Goldmedaille bei der World Junior A Challenge
- 2021 Bronzemedaille bei der Weltmeisterschaft
- 2021 Bester Torhüter der Weltmeisterschaft

## Karrierestatistik
Stand: Ende der Saison 2023/24

### International
Vertrat die USA bei:
| - Ivan Hlinka Memorial Tournament 2011 - World Junior A Challenge 2013 - Weltmeisterschaft 2017 | - Weltmeisterschaft 2021 - Weltmeisterschaft 2023 |

(Legende zur Torhüterstatistik: GP oder Sp = Spiele insgesamt; W oder S = Siege; L oder N = Niederlagen; T oder U oder OT = Unentschieden oder Overtime- bzw. Shootout-Niederlage; Min. = Minuten; SOG oder SaT = Schüsse aufs Tor; GA oder GT = Gegentore; SO = Shutouts; GAA oder GTS = Gegentorschnitt; Sv% oder SVS% = Fangquote; EN = Empty Net Goal; 1 Play-downs/Relegation; Kursiv: Statistik nicht vollständig)